# هنری مک‌ماهون
سر وینسنت آرتور هنری مکماهون GCMG GCVO KCIE CSI  (به انگلیسی: Sir Vincent Arthur Henry McMahon ) (28 نوامبر 1862 - 29 دسامبر 1949) افسر و دیپلمات ارتش هند بریتانیا بود که بین سال‌های 1911 تا 1915 به عنوان وزیر امور خارجه در دولت هند و بین سال‌های 1915 تا 1917 به عنوان کمیسر عالی در مصر خدمت کرد.  همانطور که مک‌ماهون وزیر امور خارجه مذاکرات سه جانبه بین تبت، چین و بریتانیا را انجام داد که منجر به کنوانسیون سیملا شد. اگرچه چین در نهایت این کنوانسیون را امضا نکرد، اما این قرارداد تا سال 1947 بر روابط بریتانیا با تبت حاکم بود. در مصر، مک ماهون بیشتر به خاطر مکاتبات مک ماهون-حسین با حسین بن علی ، شریف مکه ، و اعلامیه هفت نفر در پاسخ به یادداشتی که توسط هفت سوری سرشناس نوشته شده بود، شناخته شد. پس از انتشار قرارداد سایکس-پیکو توسط دولت بلشویک روسیه در نوامبر 1917، مک ماهون استعفا داد.  او همچنین در هفت ستون حکمت ، روایت توماس ادوارد لورنس از شورش اعراب علیه امپراتوری عثمانی در طول جنگ جهانی اول نقش برجسته ای دارد.

### کتابشناسی

#### کتاب ها
- McSkimin, Samuel (1906). The Annals of Ulster from 1790 to 1798.
- Beolens, B.; Watkins, M.; Grayson, M. (2011). The Eponym Dictionary of Reptiles. Vol. xiii. Baltimore: Johns Hopkins University Press. pp. 2967 pp. ISBN 978-1-4214-0135-5.
- Kernohan, W. (1912). The Parishes of Kilrea and Tamlaght O'Crilly.
- Schneers, Jonathon (2010). The Balfour Declaration. London.

#### مقالات
- Friedman, Isaiah (1970). The McMahon-Hussein Correspondence and the Question of Palestine. Vol. 5. Journal of Contemporary History.